# Black Comedy (film 1987)
Black Comedy (Family Viewing) è un film del 1987 scritto e diretto da Atom Egoyan.

## Trama
Stan, che ha lavorato per molto tempo nel commercio delle apparecchiature video e gli piace anche usarle, vive con la sua giovane compagna Sandra e suo figlio Van, fra poco diciottenne. La madre di Van ha abbandonato la famiglia tempo fa. La sera tutti e tre guardano la televisione o una videocassetta e, quando Stan è assente, Sandra e Van talvolta fanno sesso insieme.
Il presente del film è intervallato da frammenti di ricordi di famiglia in ordine sparso registrati su VHS, che il giovane Van visiona e che ci aiutano a capire la sua psicologia.  
Van è affezionatissimo alla nonna Armen, va spesso a visitarla nella casa di riposo dove suo padre l'ha relegata da quando ha perso l'uso della parola. Avvicinandosi alla maggiore età, Van sente la necessità di una vera famiglia, quindi desidererebbe tenere la nonna con sé e poterla accudire direttamente. Nella casa di riposo fa conoscenza con Aline, figlia di una compagna di stanza della nonna. Aline non gli rivela quale sia il suo vero lavoro: per guadagnarsi da vivere, lavora per un'agenzia dando consigli sessuali alle coppie che telefonano. Uno dei clienti abituali di questa agenzia è proprio il padre di Van, che insieme alla sua convivente ascolta gli ordini o i suggerimenti che gli vengono impartiti e ormai non può più fare a meno di quella voce telefonica.
Una sera Van entra nella casa di riposo dove la nonna è ricoverata, la scambia con una vicina di letto e la fa passare per morta, così riesce a portarla fuori dall'istituto e dapprima la ospita in casa di Aline, successivamente la porta in una stanza, vuota per il fuori stagione, nell'albergo per il quale lavora.
Dopo una serie di vicende surreali, la nonna troverà finalmente una casa con Van e Aline e, per la prima volta, il suo viso cambierà espressione illuminandosi con un sorriso.

## Riconoscimenti
Festival di Berlino 1988
- Premio Interfilm  - Menzione d'onore

Locarno Film Festival 1988
- Premio della Giuria Ecumenica a Atom Egoyan
- Menzione speciale della Giuria ufficiale

Toronto International Film Festival 1987
- Premio come Miglior Film Canadese a Atom Egoyan